# Quercus agrifolia
Quercus agrifolia Née – gatunek roślin z rodziny bukowatych (Fagaceae Dumort.). Występuje naturalnie w północno-zachodnim Meksyku (w stanie Kalifornia Dolna) oraz południowo-zachodnich Stanach Zjednoczonych (w Kalifornii). 

## Morfologia
Pokrój
Zimozielone drzewo dorastające do 25 m wysokości. Kora ma brązową lub czarniawą barwę.

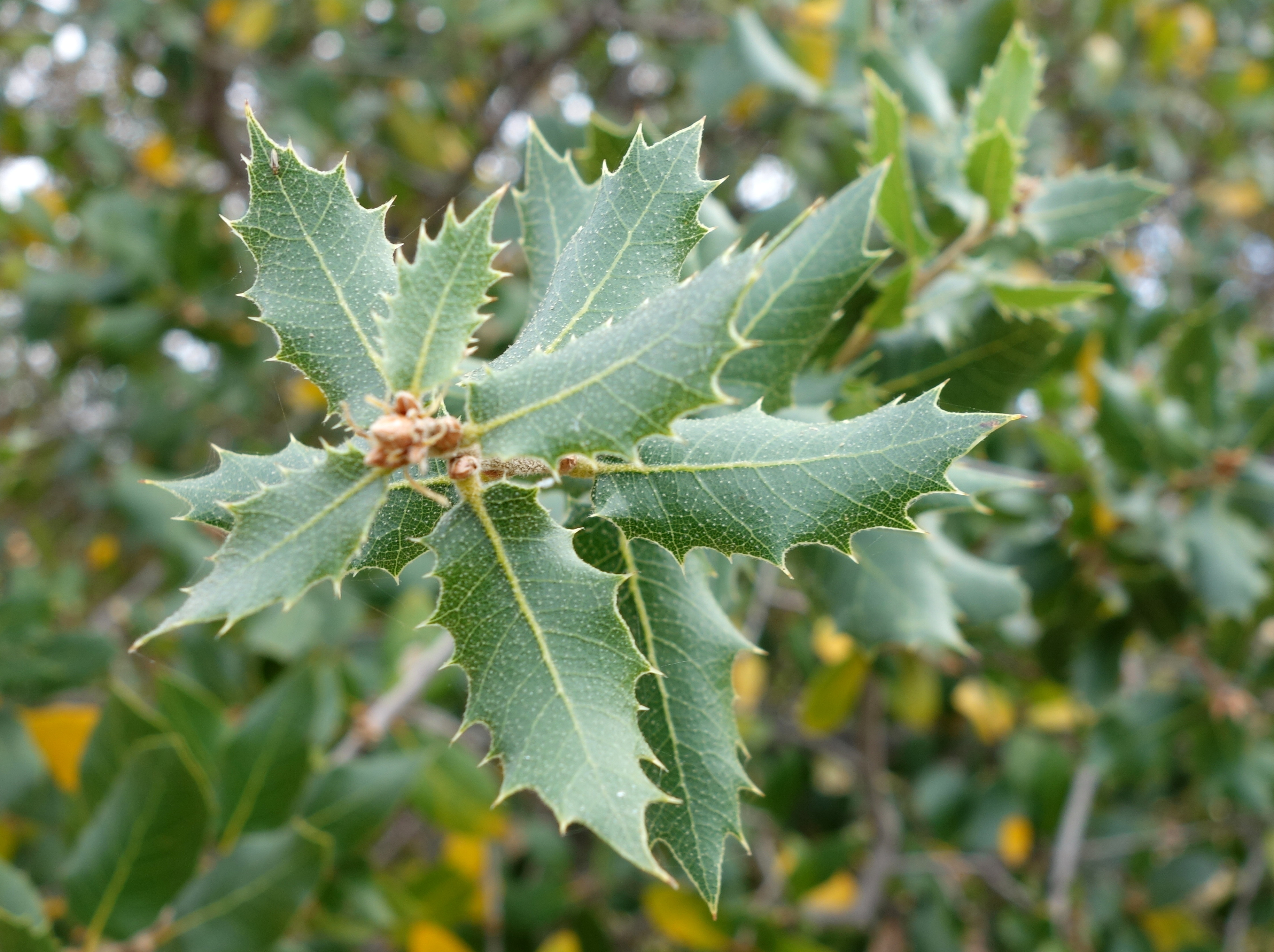
Liście
Blaszka liściowa ma kształt od eliptycznego do podługowatego lub owalnego. Mierzy 1,5–7,5 cm długości oraz 1–4 cm szerokości, jest całobrzega lub delikatnie ząbkowana na brzegu, ma nasadę od zaokrąglonej do sercowatej i łagodnie zakończony wierzchołek. Ogonek liściowy jest owłosiony i ma 4–15 mm długości.
Owoce

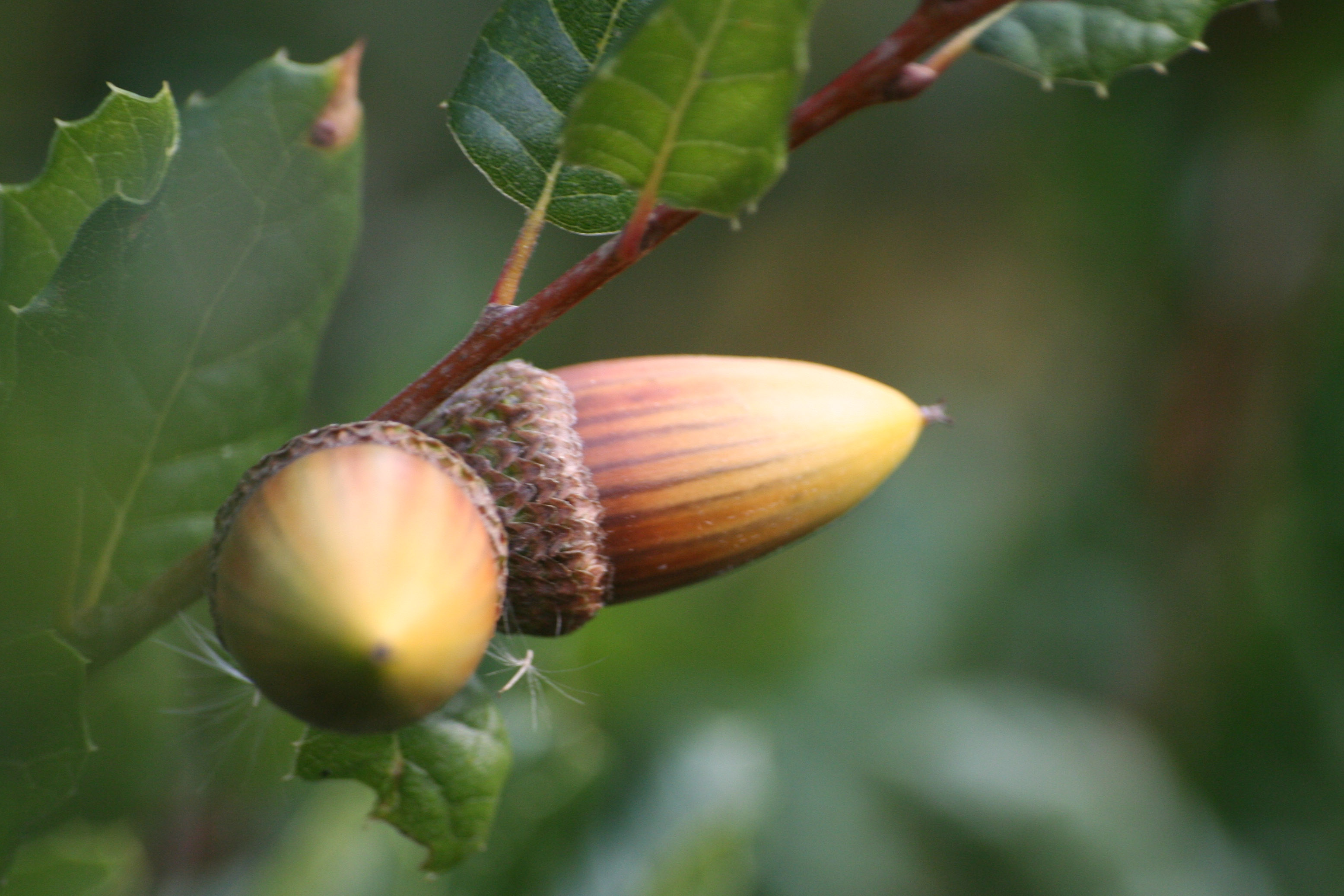
Żołędzie

Orzechy zwane żołędziami o kształcie od jajowatego do podługowatego, dorastają do 15–35 mm długości i 10–15 mm średnicy. Osadzone są pojedynczo w miseczkach w kształcie bąka, które mierzą 9–13 mm długości i 9–15 mm średnicy. Orzechy otulone są w miseczkach do 25–30% ich długości.

## Biologia i ekologia
Rośnie w zaroślach oraz suchych lasach. Występuje na wysokości do 1400 m n.p.m.

## Ochrona
W Czerwonej księdze gatunków zagrożonych został zaliczony do kategorii LC – gatunków najmniejszej troski.